# رطل
قنطار یکای جرمی به مقدار نیم من یا ۱۲ اوقیه است. رطل در هر نقطه جرم معینی داشته ولی معمول آن معادل ۱۲ اوقیه یا ۸۴ مثقال است. نه تنها در مکان‌های مختلف رطل‌های متفاوتی بوده برای اجناس مختلف نیز رطل‌ها تفاوت پیدا می‌کرده‌است. رطل در اصطلاح کاغذ‌فروشان یک‌ششم من تبریز است. 
هر رطل عراقی برابر با ۹۱ مثقال شرعی و ۳۱۴٫۴۹۶ گرم می باشد. بنابر قول مشهور حجم آب کُر برابر حجم ۱۲۰۰ رطل عراقی آب خالص می باشد. صاع در اصطلاح شرعی برابر است با ۹ رطل عراقی یا ۸۱۹ مثقال شرعی که ۱۱۷۰ درهم می‌شده است.

هر رطل مدنی برابر با ۱۳۵٫۵ مثقال شرعی و ۴۶۸٫۲۸۸ گرم می باشد. 

هر رطل مکی برابر با ۱۸۲ مثقال شرعی و ۶۲۸٫۹۹۲ گرم می باشد. 

کاربرد ادبی: